# 清州西部消防署
清州西部消防署（チョンジュソブしょうぼうしょ）は忠清北道消防本部所属の消防署である。

## 管轄区域
- 清州市のうち興徳区、西原区

## 沿革
- 2002年6月28日 - 清州消防署（現：清州東部消防署）から分離して開署。管轄区域は清州市のうち興徳区、清原郡のうち南二面、賢都面、芙蓉面、江外面、江内面、玉山面
- 2012年1月1日 - 清原郡江外面が五松邑に改名昇格したことに伴い、江外面を五松邑に変更。
- 2012年7月1日 - 清原郡芙蓉面が世宗特別自治市に編入されたことに伴い、芙蓉面を管轄から外す。
- 2014年7月1日 - 清州市と清原郡が統合されたことに伴い管轄区域が清州市のうち興徳区と西原区になる。（管轄面積の変更なし）

## 119安全センター
| 119安全センター     | 住所                              | 管轄区域                                                           | 地域隊 |
| ------------------- | --------------------------------- | ------------------------------------------------------------------ | ------ |
| 中央119安全センター | 清州市興徳区佳景路143             | 興徳区のうち佳景洞、福大1洞、江西1洞。西原区のうち聖化·開新·竹林洞 |        |
| 福大119安全センター | 清州市興徳区工団路1789            | 興徳区のうち福大2洞、鳳鳴1洞、鳳鳴2·松亭洞、江西2洞                |        |
| 南部119安全センター | 清州市興徳区サンミ路70            | 西原区のうち慕忠洞、秀谷1洞、秀谷2洞、紛坪洞、山南洞               |        |
| 社稷119安全センター | 清州市興徳区社稷大路229           | 興徳区のうち雲泉·新鳳洞。西原区のうち社稷1洞、社稷2洞、司倉洞      |        |
| 南二119安全センター | 清州市西原区南二面清南路866       | 西原区のうち南二面、賢都面                                         |        |
| 五松119安全センター | 清州市興徳区五松邑五松生命3路71-5 | 興徳区のうち五松邑、江内面、玉山面                                 | 玉山   |